# John Susko
 John Susko (19 september 1949 - 1 augustus 1983) was een Amerikaanse golfer.

## Golfer
John Susko speelde in zijn schooljaren op de openbare baan in Lincoln Park en in het team van de Washington High School in San Francisco. Zijn gezondheid was matig, hij had colitis en leed aan de ziekte van Crohn, waardoor hij al op 33-jarige leeftijd overleed.
Gewonnen
- 1978: San Francisco Open
- 1980: San Francisco Open
- 1981: Alameda Commuters Golf Tournament[1]

## John Susko Memorial Golf Foundation
The Susko stichting stimuleert jonge kinderen golf te gaan spelen. In het najaar organiseert de stichting een benefiet toernooi. 